# Jasmine Estates
Jasmine Estates és una concentració de població designada pel cens dels Estats Units a l'estat de Florida. Segons el cens del 2000 tenia 18.213 habitants.

## Demografia
Segons el cens del 2000, Jasmine Estates tenia 18.213 habitants, 8.361 habitatges, i 5.275 famílies. La densitat de població era de 1.969,8 habitants/km².
Dels 8.361 habitatges en un 21,3% hi vivien nens de menys de 18 anys, en un 47,4% hi vivien parelles casades, en un 11,4% dones solteres, i en un 36,9% no eren unitats familiars. En el 31,4% dels habitatges hi vivien persones soles el 20,4% de les quals corresponia a persones de 65 anys o més que vivien soles. El nombre mitjà de persones vivint en cada habitatge era de 2,18 i el nombre mitjà de persones que vivien en cada família era de 2,67.
Per edats la població es repartia de la següent manera: un 19,1% tenia menys de 18 anys, un 6,2% entre 18 i 24, un 23,6% entre 25 i 44, un 20,6% de 45 a 60 i un 30,4% 65 anys o més.
L'edat mediana era de 46 anys. Per cada 100 dones de 18 o més anys hi havia 83,2 homes.
La renda mediana per habitatge era de 26.935 $ i la renda mediana per família de 31.584 $. Els homes tenien una renda mediana de 26.077 $ mentre que les dones 21.906 $. La renda per capita de la població era de 14.867 $. Entorn del 12% de les famílies i el 14,3% de la població estaven per davall del llindar de pobresa.

## Poblacions més properes
El següent diagrama mostra les poblacions més properes.